# Ruphin Kayembe
Ruphin Kayembe Tshiabu (Kinshasa, 9 dicembre 1992) è un cestista della Repubblica Democratica del Congo con cittadinanza belga.